# Каварга, Дмитрий Викторович

## Биография
Родился в Москве. Получил профильное художественное образование. Принимает участие в отечественных и зарубежных выставках с 1988 года.
Начиная свой путь в искусстве в среде московских нонконформистов, художник обрел узнаваемый стиль в биоморфных скульптурах и интерактивных инсталляциях.
Большой цикл работ основан на синтезе искусства и технологий. созданных в сотрудничестве с учёными, программистами и инженерами. Это интерактивные кинетические sci-art объекты, участвующие в международных выставках и фестивалях современного технологического искусства, таких как Lexsus Hybrid Art, Ars Electronica, FILE Electronic Language International Festival, Киберфест и др.
В настоящее время работает с широким спектром полимеров, служащих, как материалом масштабных ландшафтных скульптур, так и миниатюрных детализированных композиций.
В 2019 году выставка «Токсикоз Антропоцентризма» вошла в тор-10 музейных выставок Венгрии.
В 2016 году принял участие в 11 международном фестивале ландшафтных объектов Архстояние.
В 2017—2018 появился самый масштабный объект Kawarga-Skete
Объекты ландшафтного искусства находятся в постоянной экспозиции Никола-Ленивец (арт-парк) (Калужская область), Арт-парка LA Collection’ Air (Люцерн, Швейцария), в музее Сергея Курёхина (Санкт Петербург), в Музее академика И. П. Павлова в Колтушах, в галерее "Дом Марии Павловны", Лашково, Ленинградская обл., а также в селе Великий Двор Подпорожского района.
Интерактивные работы демонстрируются в музее Эрарта (Санкт Петербург) и ART4.RU (Москва).
Живёт и работает в Подмосковье.

## Награды, конкурсы
- 2007 — победитель конкурса проектов памятника Ельцину «Монумент», проводимого Музеем актуального искусства ART4.RU.[9]
- 2011 — победитель конкурса арт проектов в номинации гибридные медиа в рамках международного симпозиума Pro&Contra.
- 2013 — почетное упоминание Prix Ars Electronica[англ.] в номинации Interactive Art
- 2015 — лучший проект программы Научный музей в XXI веке за 8 лет работы фонда «Династия» в номинации «популяризация науки через современное технологическое искусство».
- 2016 — лауреат Премия Сергея Курёхина в номинации «Искусство в общественном пространстве».
- 2021 — лауреат премии Анатолия Зверева, 3 место[10]
- 2023 — Премия Эрарта.
- 2023 — лауреат Премия Сергея Курёхина в номинации «Лучшее произведение визуального искусства за 2022 год».

## Gallery

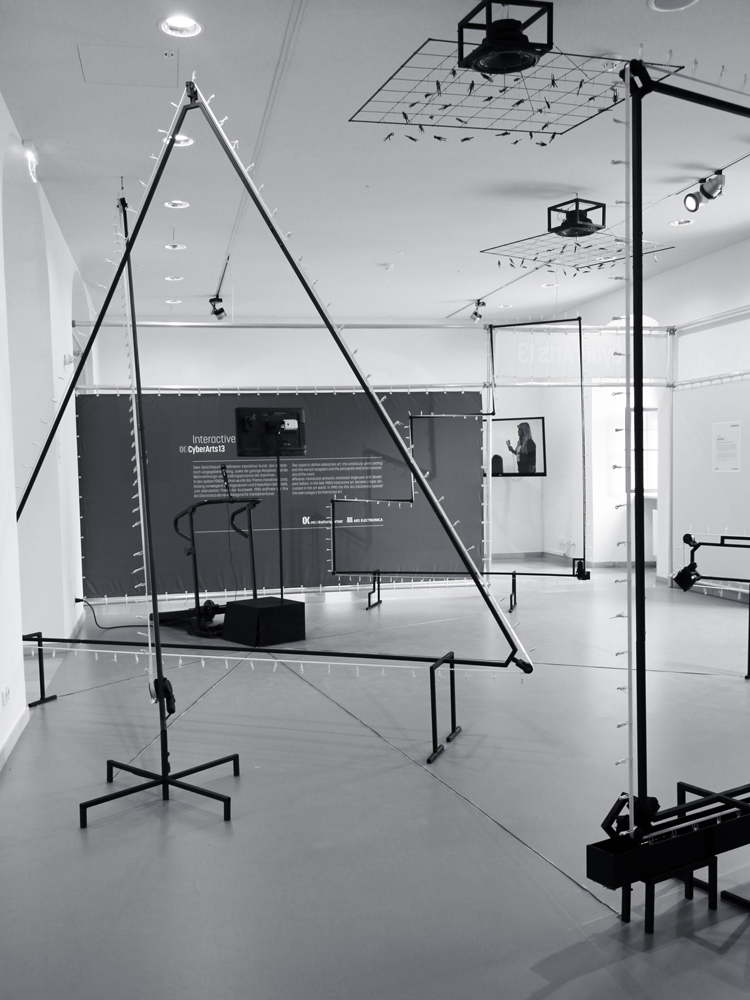
Down with Wrestlers with Systems and Mental Nonadapters!, Долой борцов с системой и психических неадаптантов! 2011
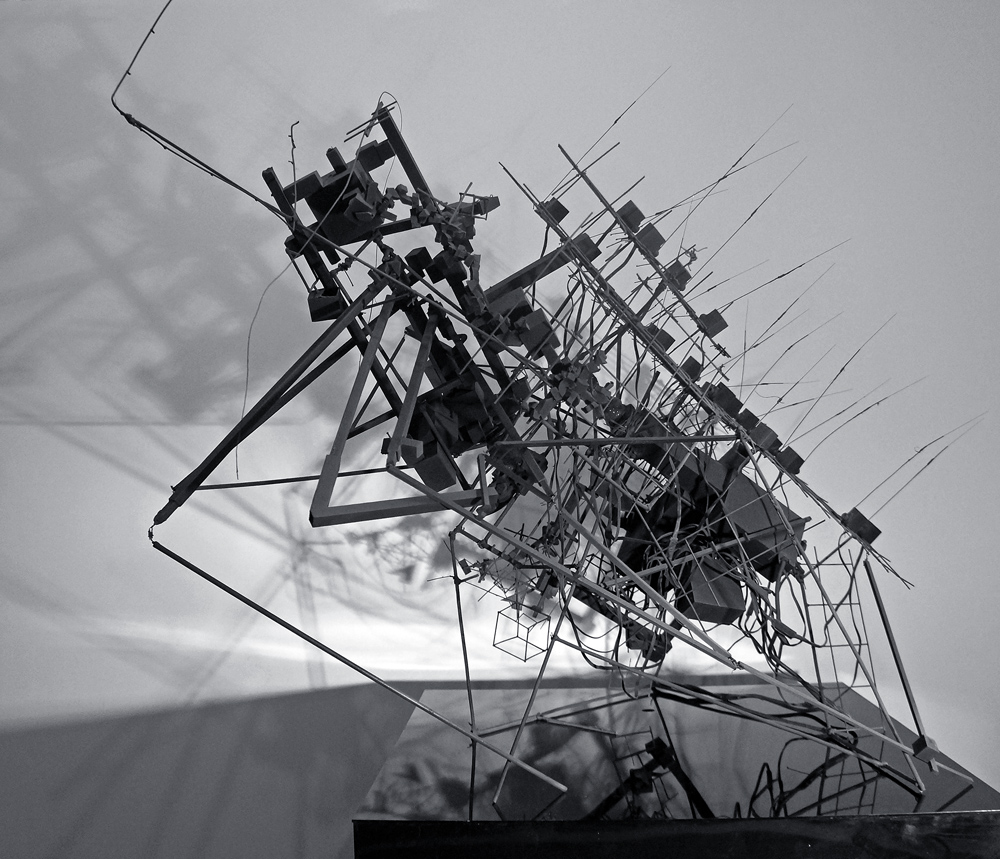
Complexity Observer, Наблюдатель сложности 2014
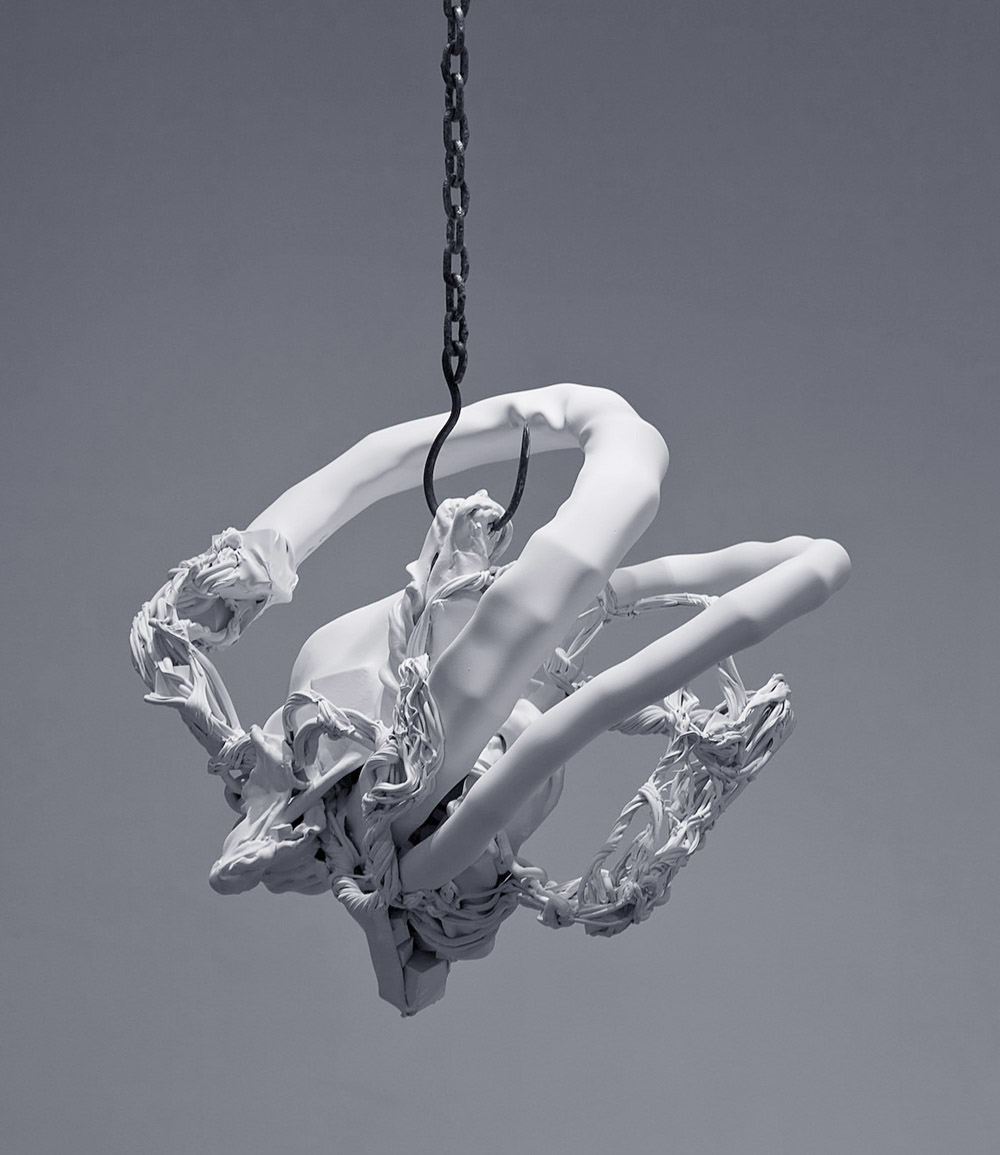
Form-560, 2009
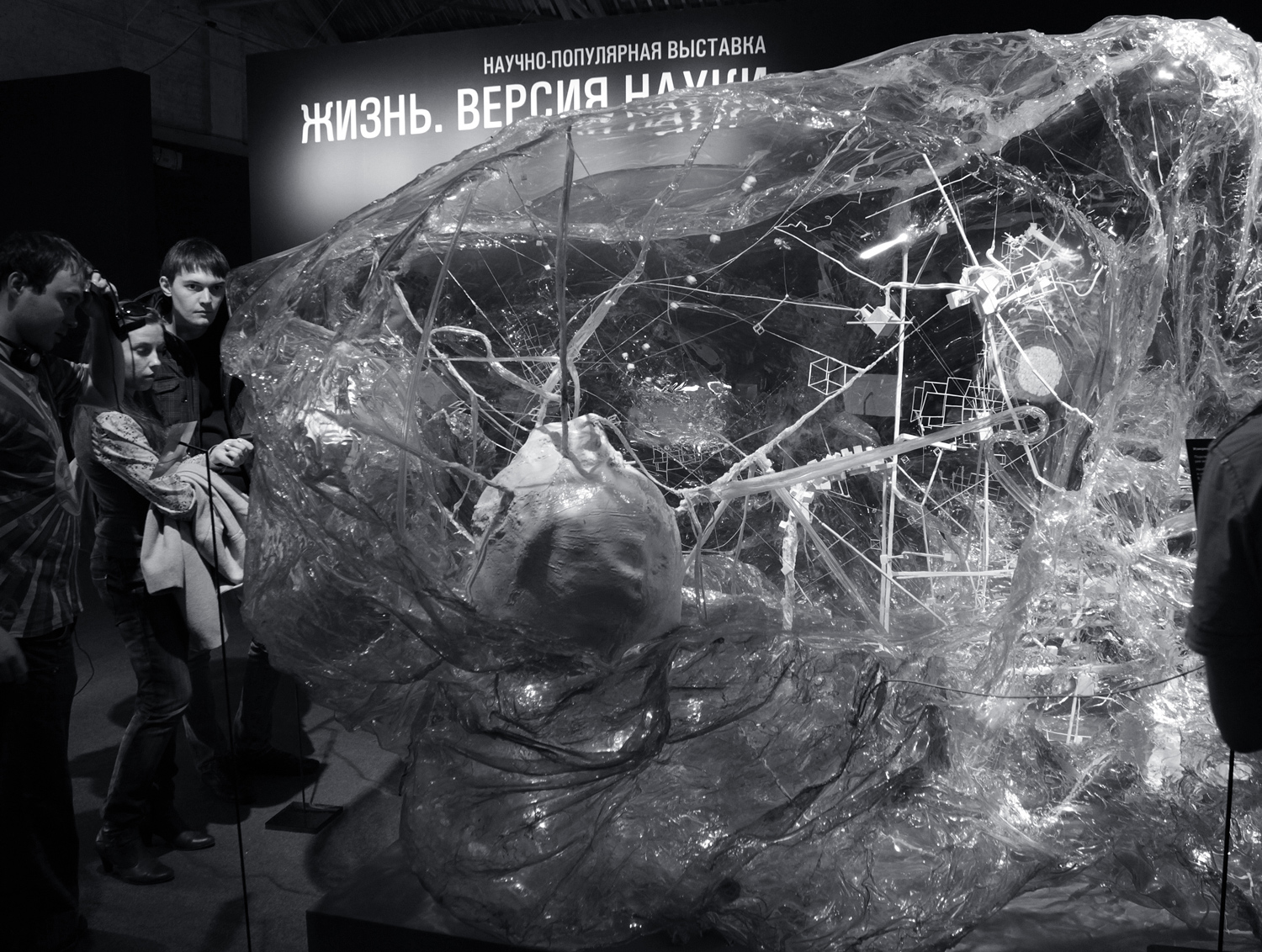
Model of biometric reflexions, Модель Биометрических Отражений 2011
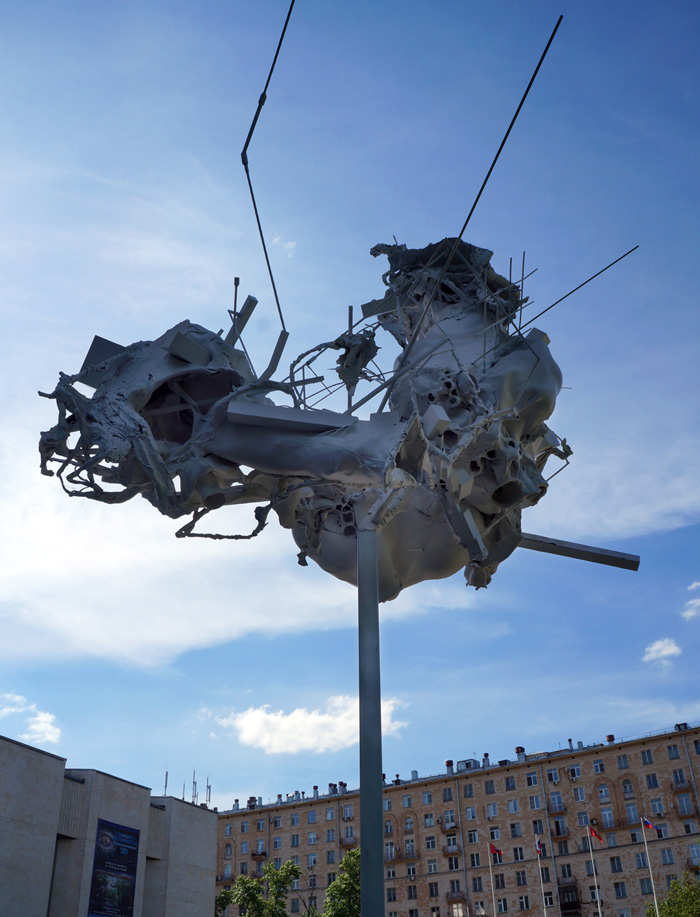
The inhabited sculpture, Обитаемая скульптура 2013
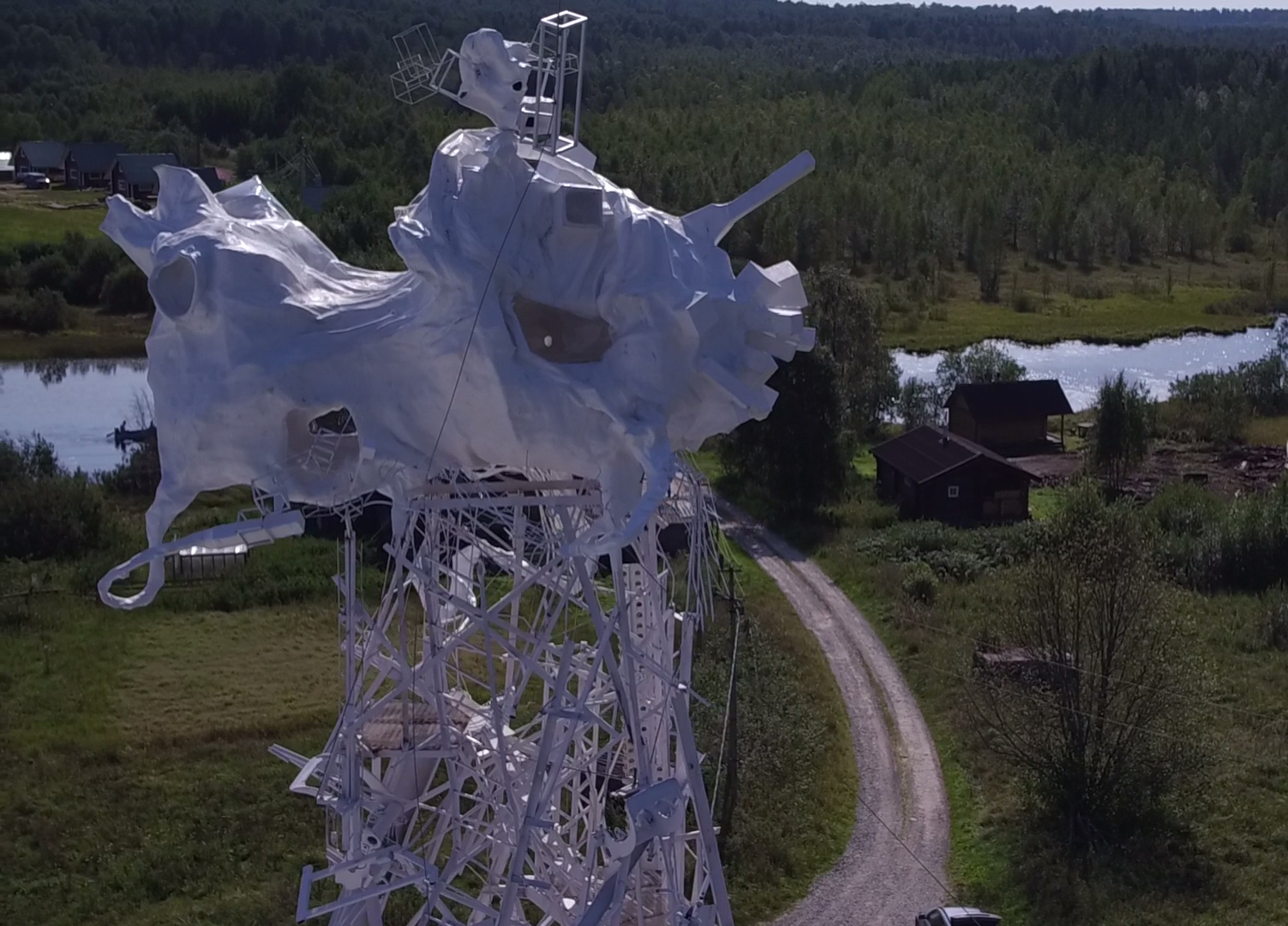
Kawarga-Skete, 2017-2018
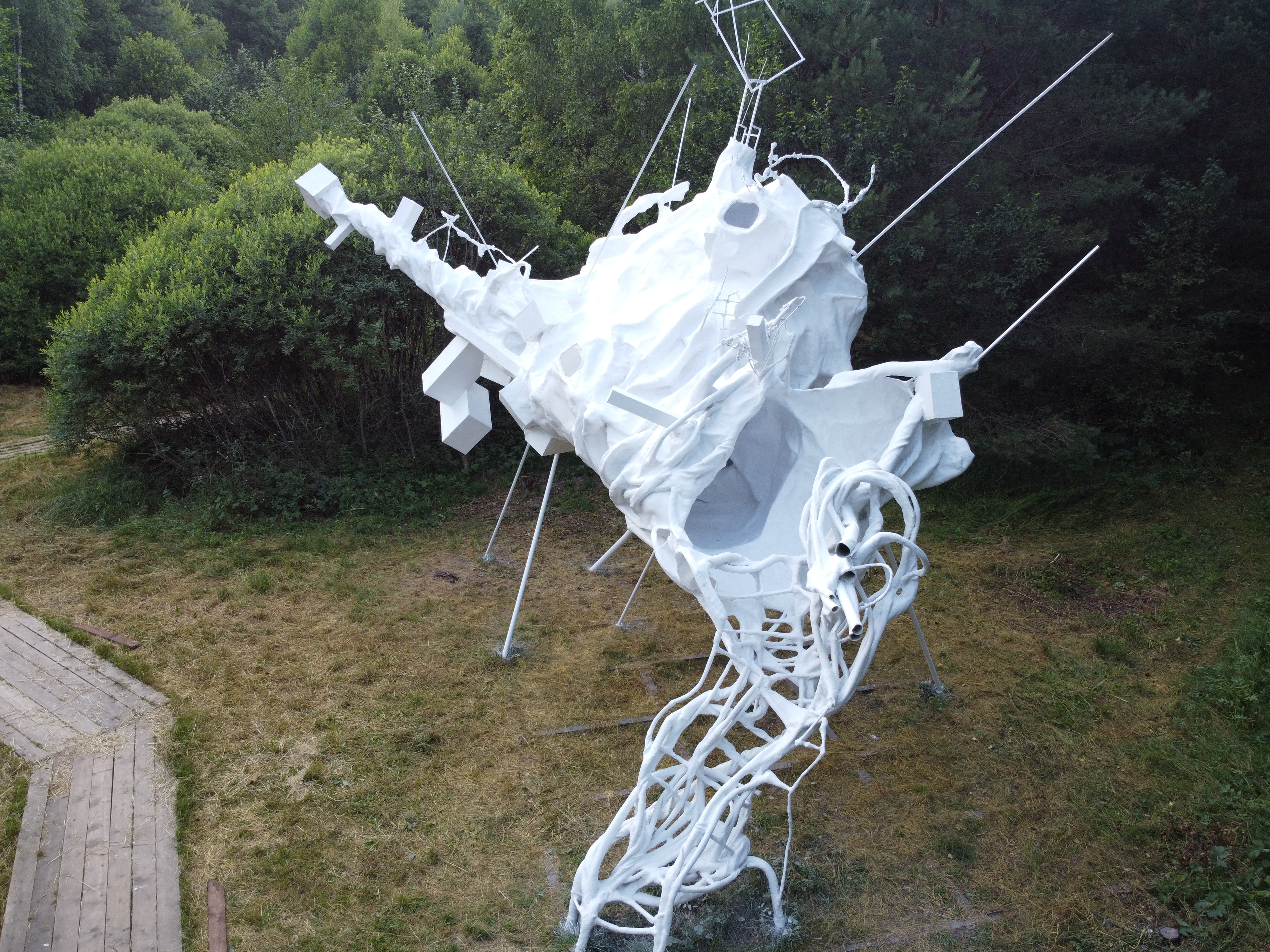
Обитаемое вещество, Архстояние 2016
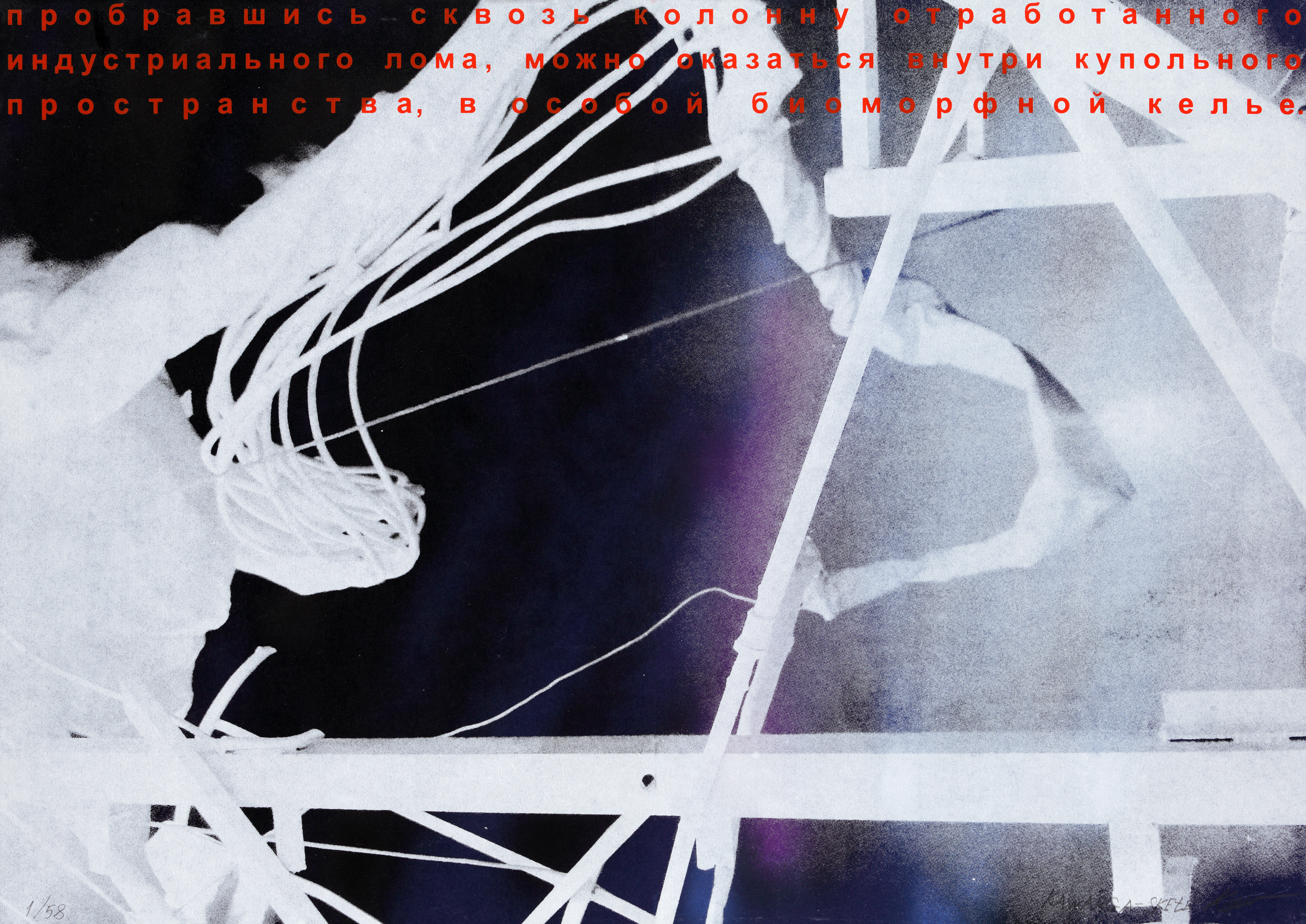
Каварга-Скит. 2020, б., шелкография, см. техника
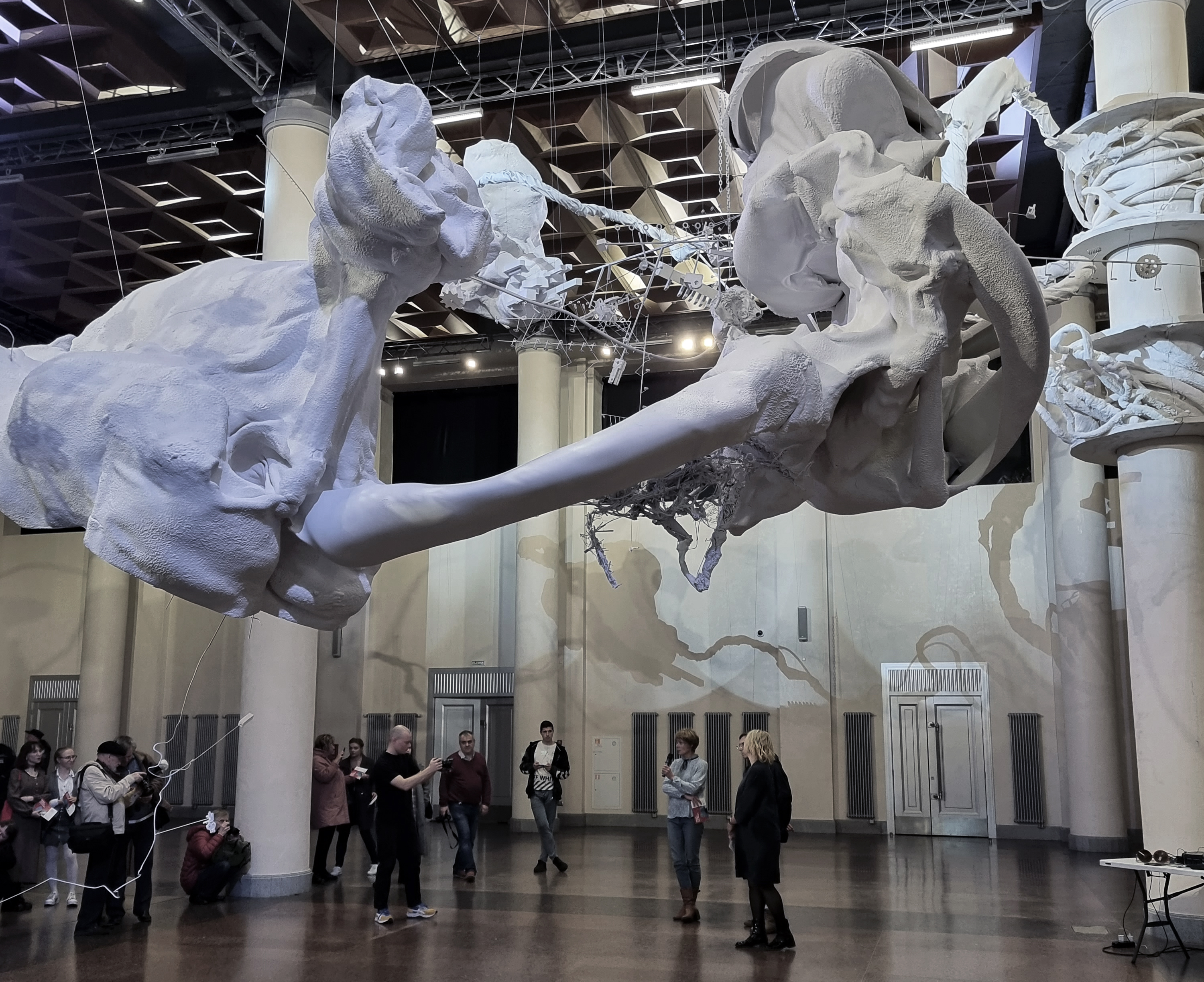
Ивановское вещество. Substance of the city Ivanovo, 2022

## Персональные выставки
- 2022 — Ивановское вещество, Фестиваль современного искусства «Первая Фабрика Авангарда», Иваново[11][12]
- 2022 — Оболочки внутреннего ландшафта, Anna Nova Gallery, Санкт Петербург[13][14]
- 2021 — Транспортное вещество, Музей транспорта Москвы[15]
- 2020 — Атлеты Неофутуризма, Art-Пространство KazanMall[16]
- 2020 — Передняя стенка удалена, Галерея современного искусства «БИЗON», Казань[17]
- 2019 — «Норильское Вещество», Bazis contemporary, Клуж-Напока, Румыния
- 2019 — Проект «МУЗЕЙНАЯ ЛИНИЯ», Санкт Петербург[18]
- 2019 — «Токсикоз антропоцентризма», Ferenczy Museum Center, Szentendre, Hungary[19]
- 2018 — «Оболочки смысловых конструкций», ЭЛЕКТРОМУЗЕЙ, Москва
- 2018 — «Полимерный офсайд», Парк искусств Музеон, Москва
- 2014 — «Биоморфная пыль», Петровский Арсенал, Санкт Петербург
- 2013 — «На самом дне чёрные окуни», Ударник (кинотеатр), Москва
- 2012 — «Каварга. Конец света. 21.12». Галерея «Pop/off/art», Москва.[20]
- 2012 — «Палео-гео-морфология». Barbarian-art Gallery, Цюрих, Швейцария.
- 2010 — «Волос Кулика. Топография творческого эволюционирования». Выставочный зал Гридчинхолл, с. Дмитровское, Московская область.
- 2010 — «Ouroboros». Gallery Brissot, Париж, Франция.
- 2009 — «Биоструктуры». Галерея Barbarian-art, Цюрих, Швейцария.
- 2009 — «Вхождение в тему». Галерея «Pop/off/art», Москва.
- 2008 — «Трепанация мыслеформ». Галерея «Pop/off/art», Москва.
- 2008 — «Фотоуплотнение». Деловой дом «Моховая 7», Москва.
- 2004 — «Биоморфный радикализм в деструктивном синтезе искусств». Галерея «Сем-Брук», Москва.
- 2003 — «Ретроспертивный срез». Институт искусствознания, Москва.
- 2002 — «Проект 2х10» (совм. с С. Некрасовым). Галерея «А-3», Москва.
- 2001 — Научно-художественный проект совместно с заслуженным изобретателем России В. Г. Бещековым.
- 1999 — «Насыщенная местность». Старая Басманная, 21, Москва.
- 1998 — Московское отделение Всемирного Банка.
- 1997 — Галерея Беляево, Москва.
- 1993 — Галерея на Каширке, Москва.

## Основные групповые выставки
- 2023

Симпатические взаимодействия, Иваново, в рамках фестиваля «Первая Фабрика Аванграда»
- 2022

О химерах, гибридах, киборгах и людях. Гид по неизбежному будущему. Музей Москвы
Биеннале «Искусство будущего». Эпизод: Живой объект». Тула.
«Вещи», из частных коллекций С. Лимонова и Д. Химиляйне, Музей АРТ4, Москва
«Мыслящий ландшафт», Музей Москвы
«Aпок. конец света каждый день», Триумф, Москва
- 2021

Выставка номинантов Премии Анатолия Зверева, ЦСИ Винзавод
Новая антропология — Школа Павлова, Музей академика И. П. Павлова в Колтушах
- 2020

Участник проекта книги художника (Город как субъективность художника (СПб—Москва, 2019—2021).
«Город как субъективность», Музей городской скульптуры, Санкт Петербург
«ЗА ТУЧАМИ ФЬЮЧЕ», ДК Громов, Санкт Петербург
- 2019

This is not a book. Коллекция Дмитрия Волкова. ММОМА
«Пластическая масса», Государственный Русский музей / Мраморный дворец
ВПЕРЕДСМОТРЯЩИЙ, Фестиваль современного искусства, Форт Константин
- 2018

ПРОРЫВ, Фонд культуры «Екатерина», Москва
Демоны в машине, МОМА, Москва
Инновация как художественный прием, Эрмитаж, Санкт-Петербург
Russian Antique & Art Fair, Манеж, Москва
- 2017

Тоска по небу, Центра Дизайна ARTPLAY, Спецпроект Биеннале
Брейгель. Перевернутый мир, Центр дизайна ARTPLAY
Прототип #3, Музей Сергея Курёхина, Санкт-Петербург
Киберфест 10, Санкт-Петербургская государственная художественно-промышленная академия имени А. Л. Штиглица
EMPATHEIA от LABORATORIA Art&Science Space, МУАР
Выставка работ номинантов Премии им. Сергея Курёхина, Лиговский 73, С Петербург
«Прямое воздействие», мир искусства доступный для людей с нарушением слуха и зрения в Государственной галерее на Солянке, Москва
- 2016

«Каждый вечер перед сном», Юбилейная выставка Юрия Норштейна в Государственной галерее на Солянке, Москва
«Martyr», Agency Art Ru, Озерковская набережная 26, Москва
«Актуальная Россия, среда обитания», Государственный центральный музей современной истории России, Москва
«Простые названия, избранные синонимы.» Ботанический сад МГУ, «Аптекарский огород»
«АРХСТОЯНИЕ», ТЕМА: УБЕЖИЩЕ, 11-й международный фестиваль ландшафтных объектов. Никола-Ленивец, Калужская область, Дзержинский район.
«КВАНТОВАЯ ЗАПУТАННОСТЬ 2.0», ГЦСИ Арсенал, Кремль, г. Нижний Новгород
- 2015

«Восточный экспресс», спецпроект Московская биеннале современного искусства, Центр МАРС, Москва
«Надежда», Российские промышленные города глазами художников, спецпроект Московская биеннале современного искусства, Трехгорная мануфактура, Москва
«Урал-Трансцендентал/Urals Transcendental», спецпроект Московская биеннале современного искусства, ArtPlay, Москва
«Паноптикум», спецпроект Московская биеннале современного искусства, Дворец Культуры МГТУ им. Баумана
«Обещание пейзажа», КГАУ Музей современного искусства PERMM
Cosmoscow, Гостиный двор
- 2014

«Квантовая запутанность», Laboratoria Art&Science Space, Москва
«File», Electronic Language International Festival., Сан-Пауло, Бразилия
«ZOO-ZOO», Государственный Дарвиновский музей, Москва
- 2013

«Трубочник», Лаборатория Science Art, ДНК Первоуральск, Образовательный центр Первоуральский новотрубный завод
Выставка номинантов «Премия Кандинского», в здании кинотеатра «Ударник», Москва, (каталог)
Форум «Открытые инновации», МВЦ «Крокус Экспо», Москва, (каталог)
«Современное искусство в традиционном музее», 12-й фестиваль Санкт-Петербург, (каталог)
Prix Ars Electronica, «TOTAL RECALL The Evolution of memory», Австрия, Линц, (каталог)
«Frontier», Sience-Art-Lab, Научно-исследовательский физико-химический институт имени Л. Я. Карпова, Москва
«ГосZakaz», Винзавод, Москва
Выставка номинантов на Премия Сергея Курёхина, Санкт Петербург
- 2012

«Путь. Дорога.» галерея photohub Manometr, ArtPlay, Москва
«ЗВУЧАЩЕЕ ВЕЩЕСТВО», Русский музей, Мраморный дворец. Санкт-Петербург
Форум «Открытые инновации», Международный форум инновационного развития, Экспоцентр
«LEXUS HIBRID ART», Центр Дизайна ARTPLAY, Москва
«TED. Человек 2112», Конференция
- 2011

«Свободные пространства/ Free places/spaces», Агентство ArtRu, Озерковская наб., Спецпроект 4 московской биеннале
Международный симпозиум «Про-Контра», спецпроект 4 московской биеннале, ArtPlay
«Переписывая миры. Дада в Москве», спецпроект 4 московской биеннале, ArtPlay
«Технологии в фокусе искусства: очарование и вызов», ГЦСИ Екатеринбург
«Жизнь. Версия науки» второй SciArt фестиваль. Винзавод. Москва
«Новая скульптура: хаос и структура» Санкт-Петербург, Новый музей (Санкт-Петербург)
«Искажения. Земли», Агентство. Art Ru, Москва
«Белое на белом», Агентство. Art Ru, Москва
- 2010

«Club 21» (параллельная программа Frieze) One Marylebone, St. Martin‘s Church, London. (каталог)
Выставка номинантов «Премия Кандинского» ЦДХ, Москва. (каталог)
«Новый Формализм», Музей городской скульптуры, Санкт-Петербург. (каталог)
«Метаморфозы реальности или Игры со временем», Зверевский центр современного искусства, Москва.
«0,5» Юбилейная выставка, Галерея «Pop/off/art», Москва. (каталог)
«Прорыв», Олимпийский, Москва.
- 2009

«Новая скульптура: хаос и структура», Галерея на Солянке, Москва.
«Good News», OREL ART gallery, Лондон. (каталог)
«Формотворчество», Ночь музеев в ГТГ на Крымском Валу, Москва.
- 2008

«Вторжение: отторжение», BAIBAKOV art projects, «Красный Октябрь», Москва. (каталог)
«Киберфест», Международный образовательный центр Эрмитажа, Санкт Петербург. (каталог)
«Власть воды», Государственный Русский музей, Санкт Петербург. (каталог)
«Тунгусское вещество», 100 летию падения тунгусского метеорита, Красноярск музей Ленина.
«О смертном в искусстве. Памяти Николая Константинова», Ростов на Дону. (каталог)
«Спальный район», галерея АртМарин, Москва
- 2007

7 Красноярская музейная биеннале
участие и победа в проекте «Монумент» Art4.ru
витрина музея актуального искусства Art4.ru
- 2004 −1988
  - «Мир войны» Музей ДИ, Москва
«Размер имеет значение» ЦДХ, Москва (каталог), 2003
«Объект и вещь» Музей ДИ, Москва, 2003
«Акция инициация» Арт-лаборатория Доминанта, Москва, 1997
«Кровотечение весны», Малая Грузинская, Москва, 1997
«Стёб-Арт» ЦДХ, Москва, 1994
группа «Молот» в Манеже, Москва, 1992
«Золотая кисть», ЦДХ, Москва, 1992
группа «Молот», Киев, 1992
Малая Грузинская в Манеже, Москва, 1991
«Пространство и дух», ЦДХ, Москва (каталог), 1991
группа «Молот» в ЦДХ, Москва, 1991
«Памяти Пятницкого», Малая Грузинская, Москва (каталог), 1988
«Лабиринт», Дворец Молодёжи, Москва, 1988

## Ярмарки современного искусства
- 2021 — «ArtRussia», MarsDreams Agency, Гостиный двор, Москва
- 2021 — «Арт Москва», a-s-t-r-a gallery, Гостиный двор, Москва
- 2020 — COSMOSCOW, Гостиный двор, Москва
- 2016 — COSMOSCOW, Гостиный двор, Москва
- 2015 — COSMOSCOW, Гостиный двор, Москва
- 2015 — ArtStage Singapore, Asian art fair
- 2014 — COSMOSCOW, ЦВЗ Манеж, Москва. (каталог)
- 2013 — VIENNAFAIR, стенд Pop/off/art Gallery, Австрия
- 2012 — «Арт Москва» 15, стенд Barbarian Art Gallery, ЦДХ, Москва
- 2011 — «Арт Москва» 14, стенд Barbarian Art Gallery, ЦДХ, Москва
- 2010 — «ВОЛЬТА6», стенд галереи Barbarian-art, Базель, Швейцария. (каталог)
- 2010 — VIENNAFAIR, The International Contemporary Art Fair. (каталог)
- 2009 — «Арт Москва» 13, стенд pop/off/art
- 2009 — «ВОЛЬТА5», стенд галереи Barbarian-art, Базель, Швейцария
- 2008 — «Art-Miami», Винвуд, Майами, Флорида,USA. (каталог)
- 2009 — «Preview Berlin», Германия. (каталог)
- 2009 — «Europ’Art-09», Женева, Швейцария.
- 2009 — «BridgeArtFair», New York, USA. (каталог)
- 2009 — «Selection artfair», Базель, Швейцария
- 2005 — «Арт-Манеж», Москва
- 2004 — «Арт Москва» 8, стенд галереи «Сем-Брук» (каталог)
- 1996 — «Арт Москва» 2, стенд галереи «Доминанта»
- 1996 — «Арт Манеж», Москва

## Коллекции
- Государственный Русский музей. Отдел гравюры XVIII—ХХI вв.
- Музей современного искусства Эрарта, Санкт-Петербург[26]
- Музей АРТ4, Москва
- Музей Современного Искусства имени Сергея Курёхина
- Эколого-краеведческий музей, Муравленко, Россия
- Красноярский музейный центр, Красноярск, Россия
- Собрание Галерея «Pop/off/art», Москва
- Коллекция «Supremus»
- Коллекция Дениса Химиляйне[27]
- C-Collection
- М2М private bank Riga
- Dana Tincoca Milanj Collection
- Коллекция Волков, Дмитрий Борисович

## Публикации
- 2019 KULTkiállításai (TOP 10) Архивная копия от 30 октября 2020 на Wayback Machine KULTer.HU 01.02.2019
- Юлия Изюмова.  Художник Дмитрий Каварга: «Меня волнует, что человечество, движимое десятком нехитрых эмоций и страстей, по сути, не развивается» Архивная копия от 31 декабря 2012 на Wayback Machine РБК Daily Ежедневная деловая газета 24.12.2012
- Дарья Борисенко.  «Художник недели — Дмитрий Каварга» Архивная копия от 16 октября 2012 на Wayback Machine // W-O-S
- Людмила Новикова.  Третья выставка Lexus Нybrid Art «Синергия» Архивная копия от 23 мая 2015 на Wayback Machine // ARTINFO Выпуск #66 — 2012. Июль.
- Сергей Попов.  «Биоморфный Радикал», ДИ (диалог искусств) 03 2011
- Владимир Богданов.  «Интервью с художником Дмитрием Каваргой» Архивная копия от 19 ноября 2010 на Wayback Machine // ARTinvestment.RU — 2010. — Декабрь.
- Анастасия Сырова.  Дмитрий Каварга: «Интересна возможность синтезировать новизну» (недоступная ссылка) // Артхроника — 2010. — Июль.
- Филипп Плещунов.  Животные — мои учителя // Gogol.ru — 2010. — 11.05.
- Мария Москвичева.  Вы слыхали, как звенят мозги? Архивная копия от 8 февраля 2011 на Wayback Machine // Московский Комсомолец — 2010. — 28.04.
- Константин Рылёв.  Итоги-2009. Хит-парад выставок Архивная копия от 20 января 2010 на Wayback Machine // Частный корреспондент — 2009. — 30.12.
- Наталья Пыхова.  Арт, сканирующий мозг // ГАЗЕТА. — 2009. — 3 ноября.
- Владимир Богданов.  BAIBAKOV art project на «Красном Октябре». Время фандрайзинга  Архивная копия от 28 мая 2010 на Wayback Machine // Artinvestment.ru — 2008. — 15.декабря.
- Николай Прокофьев.  «Власть воды» в Русском музее  Архивная копия от 6 декабря 2008 на Wayback Machine // Время новостей. — 2008. — 17.августа.
- Котстантин Рылёв.  «Искусство катастроф»  Архивная копия от 9 апреля 2008 на Wayback Machine // Газета Взгляд. — 2008. — 21.января.
- Григорий Ревзин.  «Потеря памятника»  Архивная копия от 5 января 2008 на Wayback Machine // Коммерсантъ — 2007. — 13.сентября.
- Елена Пахомова.  «Памятник эпохи распада» Архивная копия от 28 января 2015 на Wayback Machine // РИА Новости — 2007. — 14.сентября.
- «В конкурсе на лучший памятник Ельцину лидирует абстракция из металла» Архивная копия от 11 марта 2016 на Wayback Machine // TFO 2007-09-14
- Диана Мачулина «ИСКУССТВО ВЫБОРА»  Архивная копия от 28 января 2015 на Wayback Machine // Стенгазета 14.10.2007
- «Семья Ельцина против памятника первому президенту» Архивная копия от 28 января 2015 на Wayback Machine // BBC 17.10.2007
- Лев Рыжков.  «Зрители проголосовали за крушение иллюзий» // Московский корреспондент — 2007. — 11.октября.
- Корреспондент НТВ Айрат Шавалиев «В Москве выбрали лучший проект памятника Борису Ельцину» Архивная копия от 28 января 2015 на Wayback Machine // НТВ — 17.10.2007
- Дмитрий Волчек «Памятник Борису Ельцину» Архивная копия от 28 января 2015 на Wayback Machine // Радио Свобода — 20.10.2007